# Chaetodontoplus
Chaetodontoplus é um gênero de peixes-anjo que habitam as águas tropicais da região do Indo-Pacífico. A etimologia de "Chaetodontoplus", vem do grego "enoplus", que significa "armado" e "Chaetodon", gênero tipo dos peixes-borboleta (Chaetodontidae), tanto que no passado, foram colocados neste gênero por engano.

## Espécies
- Chaetodontoplus ballinae Whitley 1959 Peixe-anjo-de-Ballina
- Chaetodontoplus caeruleopunctatus Yasuda & Tominaga 1976 Peixe-anjo-azul-filipino
- Chaetodontoplus cephalareticulatus Shen & Lim 1975 Peixe-anjo-de-face-laranja-do-norte
- Chaetodontoplus chrysocephalus (Bleeker 1855) Peixe-anjo-de-face-laranja-do-sul
- Chaetodontoplus conspicillatus (Waite, 1900) Peixe-anjo-conspícuo
- Chaetodontoplus dimidiatus (Bleeker, 1860) Peixe-anjo-preto-e-cinza
- Chaetodontoplus duboulayi (Günther, 1867) Peixe-anjo-riscado
- Chaetodontoplus melanosoma (Bleeker, 1853) Peixe-anjo-indo-malaio
- Chaetodontoplus meredithi Kuiter, 1990 Peixe-anjo-de-Queensland
- Chaetodontoplus mesoleucus (Bloch, 1787) Peixe-anjo-de-Singapura
- Chaetodontoplus niger Chan, 1966 Peixe-anjo-negro
- Chaetodontoplus personifer (McCulloch, 1914) Peixe-anjo-de-mascara-azulada
- Chaetodontoplus poliourus Randall & Rocha, 2009 Peixe-anjo-de-cauda-cinzenta
- Chaetodontoplus septentrionalis (Temminck & Schlegel, 1844) Peixe-anjo-de-linhas-azuis
- Chaetodontoplus vanderloosi Allen & Steene, 2004 Peixe-anjo-de-Alotau